# Kim Myers
Kim Myers est une actrice américaine née le 15 février 1966 à Los Angeles (Californie, États-Unis).

## Biographie
Son premier grand rôle au cinéma est celui de Lisa Webber dans La Revanche de Freddy en 1985.
C'est la mère de Jarod dans la série Le Caméléon.

## Filmographie

### Cinéma
- 1985 : La Revanche de Freddy (A Nightmare on Elm Street Part 2: Freddy's Revenge) de Jack Sholder : Lisa Webber
- 1988 : Illégalement vôtre (Illegally Yours) de Peter Bogdanovich : Suzanne Keeler
- 1988 : State Park de Kerry Feltham et Rafal Zielinski : Eve
- 1990 : La Fièvre d'aimer (White Palace) de Luis Mandoki : Heidi Solomon
- 1990 : Best Shots de Doug Lodato : Lia Black
- 1994 : At Risk de Elana Krausz : Jennifer
- 1996 : Hellraiser: Bloodline de Kevin Yagher : Bobbi Merchant
- 1998 : Lettres à un tueur (Letters from a Killer) de David Carson : Gloria Stevens
- 2004 : Fortunate Son de Quinn Saunders (court métrage) : Dawn
- 2004 : The Dust Factory (en) de Eric Small : Angie Flynn
- 2007 : The Last Sin Eater de Michael Landon Jr. : Iona Kai
- 2011 : JumpRopeSprint de Stephen Ihli : Kim Ruggle
- 2012 : The Forger de Lawrence Roeck : Brynn Mason
- 2014 : 10,000 Days de Eric Small : Veena Hesse
- 2016 : Don't Tell Kim de Stephen Ihli : Kim Ruggle
- 2020 : Jumping the Gun de Stephen Ihli : Kim Ruggle
- 2022 : 5000 Blankets de Amin Matalqa : Betty

### Télévision

#### Téléfilms
- 1987 : Tales from the Hollywood Hills: A Table at Ciro's de Leon Ichaso : Jenny Robbins
- 1989 : Out on the Edge de John Pasquin : Chris Evetts
- 1989 : When He's Not a Stranger (en) de John Gray : Melaine Fairchild
- 1990 : People Like Us de William Hale : Marguerite Hanrahan
- 1991 : The Sitter de Rick Berger : Nell
- 1992 : Something to Live for: The Alison Gertz Story (en) de Tom McLoughlin : Lindy
- 2001 : Le caméléon: L'antre du diable de Frederick King Keller : la mère de Jarod (non créditée)
- 2013 : Partitions amoureuses (Notes from Dad) de Eriq La Salle : Vivian

#### Séries télévisées
- 1986 : CBS Schoolbreak Special : Kim
- 1987-1990 : La Loi de Los Angeles (L.A. Law) : Patricia Brophy / Kerry Martin (Saison 1 - Épisode 16 et Saison 4 - Épisode 10)
- 1988 : The Bronx Zoo : Lori (Saison 2 - Épisode 11)
- 1989 : Studio 5-B (en) : Samantha Hurley
- 1991 : L'Équipée du Poney Express (The Young Riders) : Doritha Simmons Maxwell (saison 3 - Épisode 8)
- 1993 : Key West : Dr Reilly Clarke (saison 1 - Épisodes 2 à 13)
- 1993 : Walker, Texas Ranger : Evie (saison 2 - Épisode 8)
- 1994 : Under Suspicion : Michelle Brian (saison 1 - Épisode 10)
- 1996 : Seinfeld : Pam (Saison 8 - Épisode 2)
- 1996-1999 : Le Caméléon (The Pretender)  : la mère de Jarod (Saison 1 à 4)
- 1997 : Expériences interdites (Perversions of Science) : Selena (Saison 1 - Épisode 9)
- 2001 : The Beast : Lucy (Saison 1 - Épisode 3)
- 2001 : Associées pour la loi (Family Law) : Julie Deverell (Saison 3 - Épisode 11)
- 2002 : Six pieds sous terre (Six Feet Under) : Dr Michaelson (Saison 2 - Épisode 10)
- 2002 : Espions d'État (The Agency) : Ilene (Saison 1 - Épisode 22)
- 2003 : JAG : Allison La Porte (Saison 9 - Épisode 2)
- 2004 : Agence Matrix (Threat Matrix) : Karen (Saison 1 - Épisode 13)
- 2004 : Amy (Judging Amy) : Mlle McCarthy (Saison 6 - Épisode 7)
- 2006 : The Closer : L.A. enquêtes prioritaires : Allison Grant (Saison 2 - Épisode 2)
- 2010 : 10,000 Days : Veena Hesse (12 épisodes)